# (37780) 1997 HO11
1997 HO11 (asteroide 37780) é um asteroide da cintura principal. Possui uma excentricidade de 0.11596150 e uma inclinação de 4.73676º.
Este asteroide foi descoberto no dia 30 de abril de 1997 por LINEAR em Socorro.